# 埃夫拉塔

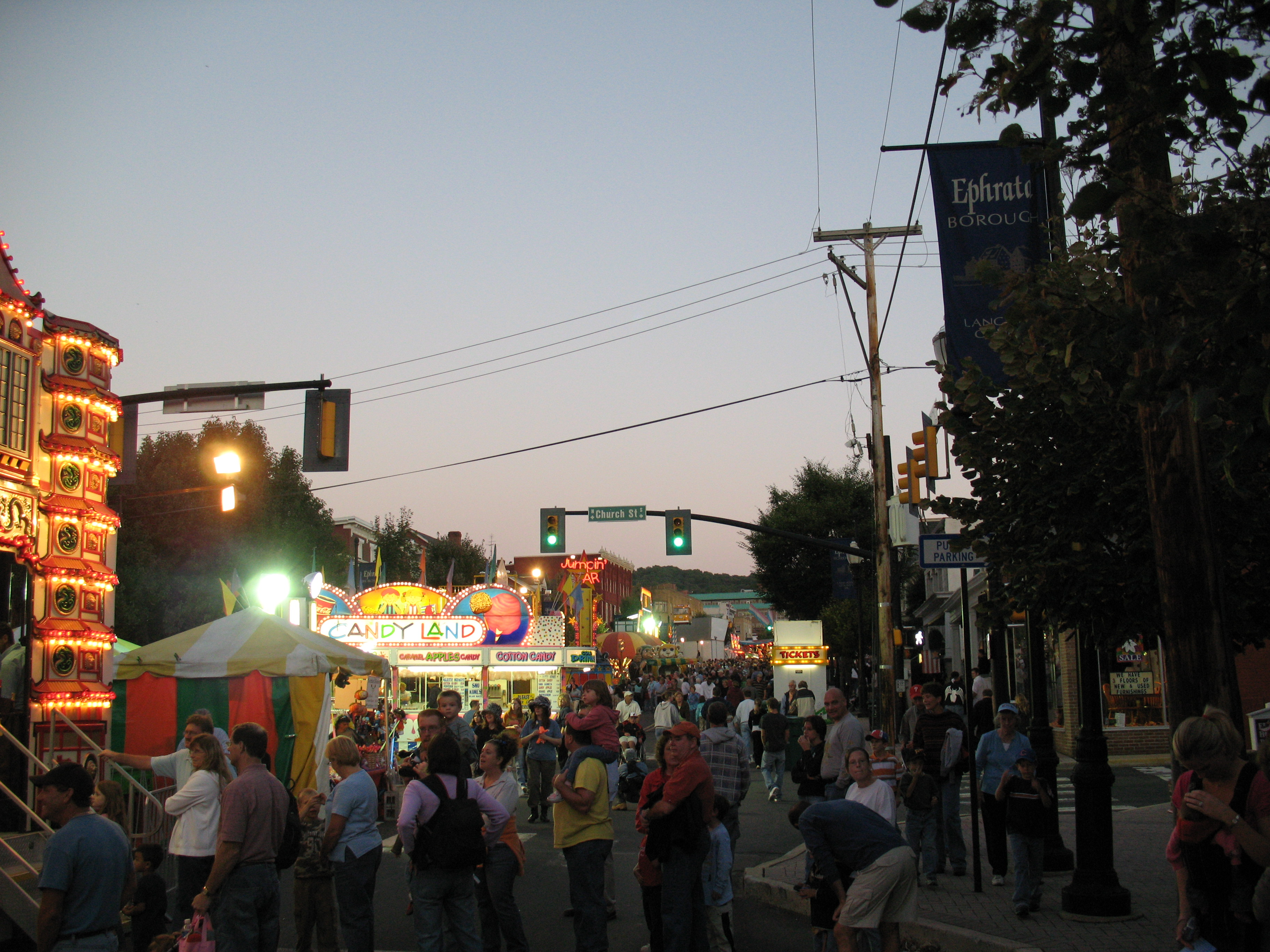
埃夫拉塔

埃夫拉塔（Ephrata）位於美國賓夕法尼亞州蘭開斯特縣，2020年有人口約13,800人。埃夫拉塔的姊妹市是埃伯巴赫，位於德國的巴登-符騰堡。